# Конрад I (Бранденбург)
Конрад I (на немски: Konrad I von Brandenburg, Conrad; * ок. 1240, † 1304) от род Аскани, е сърегент като маркграф на Бранденбург от 1266 до 1304 г.

## Живот
Конрад I е най-малкият син на маркграф Йохан I Бранденбургски (1213 – 1266) и на София Датска (1217 – 1247), дъщеря на датския крал Валдемар II и Беренгария Португалска (1194 – 1221), дъщеря на португалския крал Санчо I.
През 1266 г. на 26 години Конрад I е сърегент на Маркграфство Бранденбург заедно с братята си Йохан II и Ото IV. Той управлява Ноймарк източно от Одер и помага на брат си Ото IV, когато последният окупира Данциг и спечелва територията около Рюгенвалде.
Конрад I е погребан през 1304 г. в манастир Хорин до съпругата си Констанция.

## Семейство и деца
Конрад I се жени за полската княгиня Констанция от полския княжески род на Пястите, която е дъщеря на великополския княз Пшемисъл I (1220 – 1257) и на Елжбета Вроцлавска (1232 – 1265). От Констанция Конрад I има четири деца:
- Йохан IV (* 1261, † 1305), маркграф на Бранденбург
- Ото VII († 1308), рицар
- Валдемар (* ок. 1280, † 14 август 1319), маркграф на Бранденбург
- Агнес († 1329) ∞ 1300 за граф Албрехт I от Анхалт-Цербст († 1316)